# 宝瓶座年代

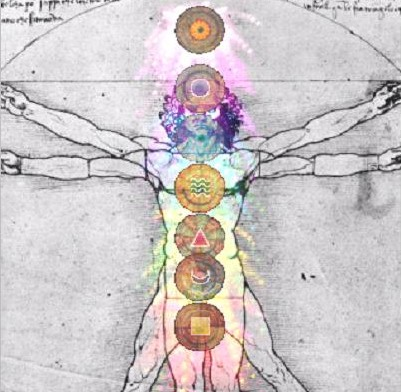
宝瓶座年代的一个象征：达·芬奇的《维特鲁威人》。这幅画的原作大约绘于1487年，后来有人在其基础上加上了脉轮，也就是能量中心。

在占星学中，宝瓶座年代是十二个星座年代之一，取决于计算方式，可以是当下的年代或即将到来的年代。占星师认为，星座时代是地球缓慢的岁差运动造成的，每个年代平均持续2160年（将地球一个完整的岁差年——约25,920年——按黄道十二宫划分，便得出一个时代约为2160年）。
关于星座年代的起止界限，有多种不同的计算方法。在太阳星座占星术中，第一个星座是白羊座，接着依次是金牛座、双子座、巨蟹座、狮子座、处女座、天秤座、天蝎座、射手座、摩羯座、宝瓶座和双鱼座，然后循环回到白羊座，再次经历整个黄道十二宫。而星座年代的顺序则是反向进行的，因此，宝瓶座年代接在双鱼座年代之后。

## 概述
每个星座年代大约持续2160年，这大致对应了春分点从一个黄道星座移动到下一个所需的时间。这个平均值可以通过将地球约25,800年的旋进岁差周期除以黄道星座数12得出。不过这只是一个粗略估算，因为完整的岁差周期目前仍在逐渐变长。更精确的数字是：如果假设岁差速率保持不变，一个完整周期为25,772年，每个星座年代则约为2147.5年。根据不同占星师的计算，宝瓶座年代开始的时间从公元1447年（特里·麦金奈尔的说法）到公元3597年（约翰·阿迪的说法）不等。
占星师们对宝瓶座年代究竟何时开始，甚至是否已经开始，并没有一致看法。:115坎皮恩（1999年）汇总了主要来自占星学领域的各种资料，对宝瓶座年代起始时间的说法进行了整理。根据他的总结，大多数出版物认为宝瓶座年代在20世纪就已到来（共有29种说法），其次是认为会在24世纪开始的说法，有12种。
星座年代通常与春分点岁差相关。地轴在天球上的缓慢摆动，也就是岁差运动，与地球每日自转和每年绕太阳公转是相互独立的。传统上，为了确定各个星座年代，这个大约25,800年的周期是通过观察春分时太阳位于哪个黄道星座来校准的。春分点是太阳看起来越过天球赤道、标志着北半球春天开始的时刻。大约每隔2150年，春分时太阳的位置就会进入下一个黄道星座。
1929年，国际天文联合会界定88个星座。根据双鱼座与宝瓶座的边界划分，宝瓶座年代大概开始于公元2600年。许多占星师对这种做法持异议，因为实际的黄道星座大小不一，彼此之间还有重叠。:263他们更倾向于沿用早已确立的传统做法：将黄道划分为每个30度、等大小的十二个星座区段，这些星座名称源自公元100年前后回归占星术成型时的背景星座。

## 占星学意义
占星师认为，星座年代会对整个人类产生影响，可能体现在文明的兴衰或文化倾向的变迁上。
传统上，宝瓶座年代与下列要素相关：
电
电子计算机
航空
民主
自由
人道主义
唯心主义
现代化
焦虑
举事
反文化
博爱精神
诚实
勇气
人道
犹豫不决
在众多说法中，有一种观点认为宝瓶座年代大约在1844年到来，其先声是赛义德·阿里·穆罕默德（1819–1850），他创立了巴比教。
摩尔与道格拉斯在1971年提出观点称，尽管没人能确切知道宝瓶座年代何时开始，但美国独立战争、工业革命以及电力的发现都可以归因于宝瓶座年代的影响。他们还对宝瓶座年代可能出现的发展趋势做出了一系列预测。
中世纪占星术的支持者认为，在宝瓶座年代，那个“宗教是人民的鸦片”的双鱼座世界将被取代，取而代之的是一个由隐秘而贪婪的精英统治的世界，他们追求对他人的绝对控制；在这个时代，知识的价值只体现在它能否用于赢得战争；被滥用的将不再是工业和贸易，而是知识与科学；而宗教将被视为令人反感的事物，宝瓶座年代可能会成为另一个黑暗时代。
还有一种观点认为，自18世纪80年代以来，科学理性的发展、宗教影响的衰退、人权观念的日益凸显、科技的指数级进步，以及飞行和太空探索的出现，都是宝瓶座年代曙光已现的迹象。:126–127
一种关于“大时代变迁”的“波动理论”认为，宝瓶座年代并不会在某个具体日期突然到来，而是像潮水般逐渐升起，其影响是在多年间一点一点地显现出来的，而非一跃而至。: 228–231
鲁道夫·施泰纳认为，宝瓶座年代将在公元3573年到来。在他的体系中，每一个占星时代恰好持续2160年。按这一计算方式，世界自1413年以来一直处于双鱼座年代。施泰纳曾谈到过两大灵性事件：其一是基督将在灵界中“归来”，而非以肉身现身，因为人类必须先发展出足以接触灵界的感知能力；其二是阿里曼的化身——这位祆教中象征破坏的灵体将出现，试图阻碍人类的进化与发展。
在1890年2月26日法国报纸《机弦报》上发表的一篇关于女权主义的文章中，奥古斯特·旺德凯尔科夫写道：“今年大约在3月21日，宝瓶的周期将开始。宝瓶是女性的宫位。”他还补充说，在这个时代，女性将会“与男性平等”。
诺斯替主义哲学家萨麦尔·恩·沃尔宣称，1962年2月4日是“宝瓶座年代”的开始，这一天，前六大行星、太阳、月亮与宝瓶座发生了罕见的连珠排列，标志着新纪元的到来。
精神分析学家卡尔·荣格在他的著作中提到了“宝瓶座年代”，他认为“宝瓶座年代”将“汇聚对抗转化的问题”。与许多著名占星师的观点一致，荣格认为“宝瓶座年代”将是人类一个黑暗且精神匮乏的时期，他写道：“在宝瓶座年代，再也无法将恶简单地视为善的缺失；恶的真实存在必须被承认。”
根据荣格对占星学的解读，“双鱼座年代”始于基督的诞生与逝世，将耶稣鱼视为双鱼座的象征；而紧随“双鱼座年代”之后的是“宝瓶座年代”，这是一个精神匮乏的时代，发生在敌基督出现之前。